# Kutari

Carte de la rivière Kutari au Suriname

La rivière Kutari, aussi appelé Cutari Rivier, Kutari Creek ou Cutari Creek, est une petite rivière, au Sud-Est du de la Région du Tigri dans l'extrême sud du Suriname.
La rivière prend sa source dans les montagnes Acarai à la frontière du Brésil. Avec la rivière Sipaliwini, ils se jettent dans la rivière Coeroeni, où la ville de Kwamalasamutu est à moins de dix kilomètres à l'est à vol d'oiseau. Au nord, le Kutari et la Coeroenie forment successivement les rivières à la frontière orientale de la région du Tigri. Selon le Guyana, il s'agit de la frontière des deux pays ; selon le Suriname, la frontière doit être tracée au niveau de la nouvelle rivière, qui forme la frontière ouest de la région de Tigri.